# Pestalotiopsis japonica
Pestalotiopsis japonica är en svampart som först beskrevs av Hans Sydow, och fick sitt nu gällande namn av Steyaert 1949. Pestalotiopsis japonica ingår i släktet Pestalotiopsis och familjen Amphisphaeriaceae.   Inga underarter finns listade i Catalogue of Life.